# Galbanum

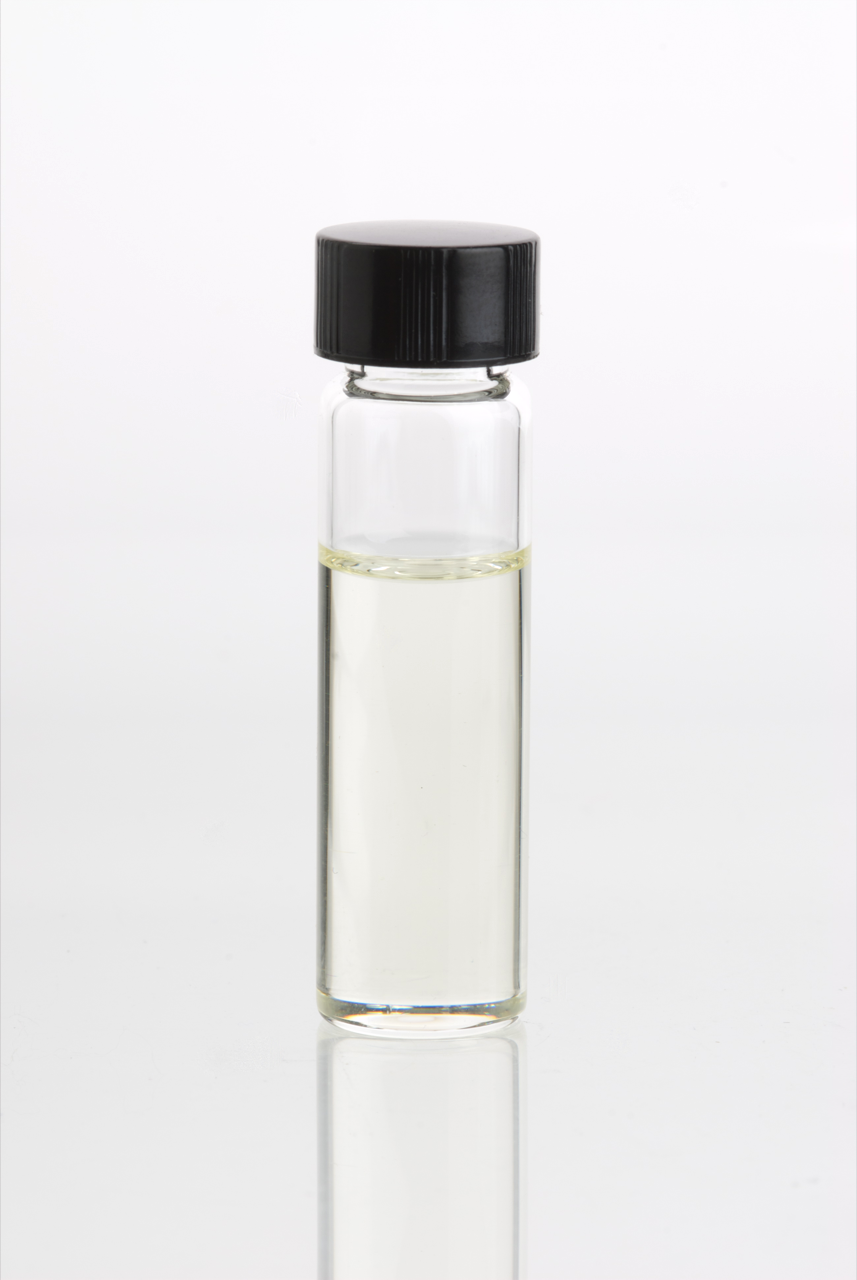
Huile essentielle de galbanum.

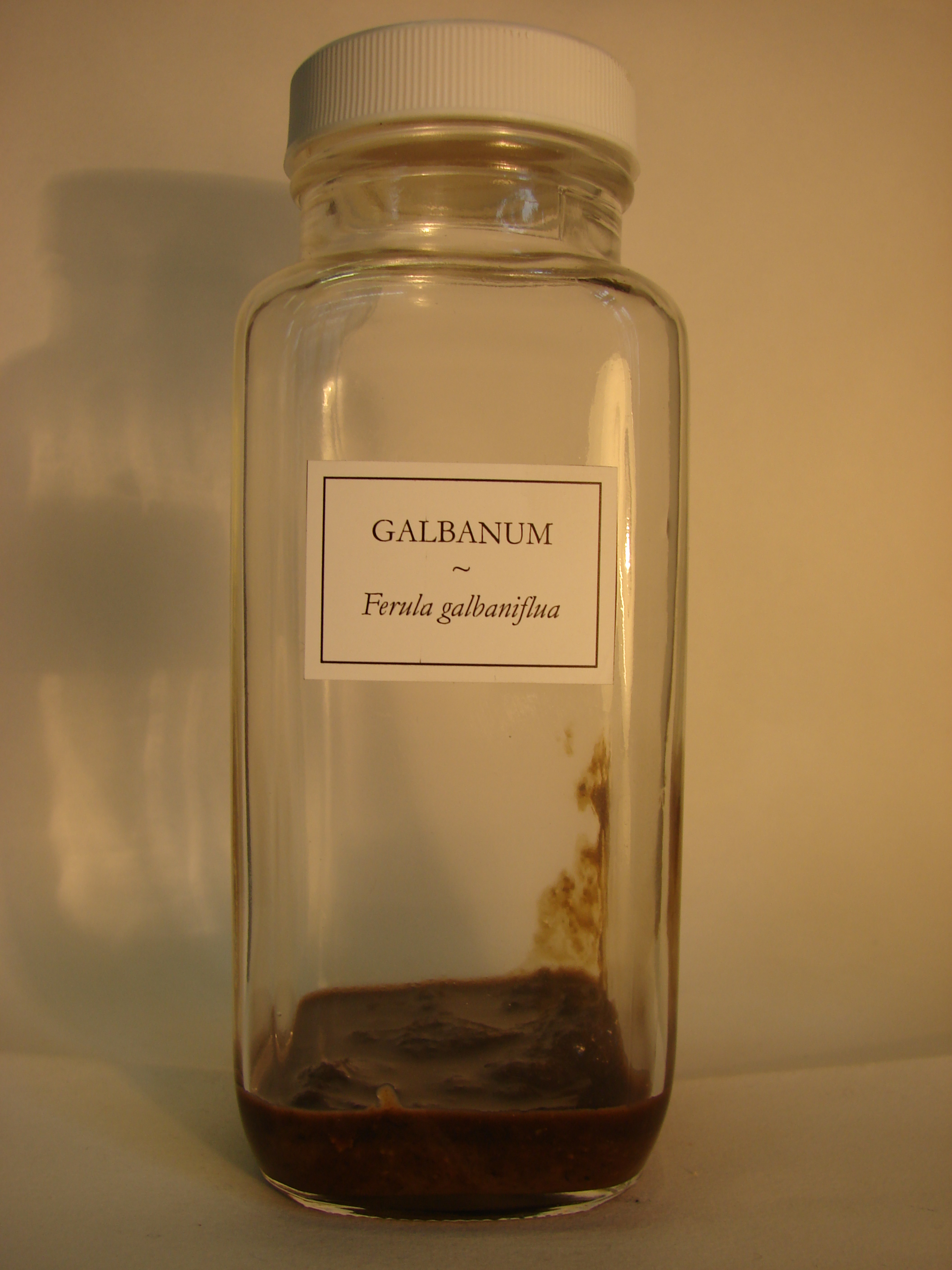
Galbanum extrait de Férule gommeuse.

Le galbanum est une gomme-résine extraite de plusieurs plantes du genre Ferula (famille des Apiaceae) et utilisée en médecine et en parfumerie. La source botanique principale semble être Ferula gummosa, mais d'autres espèces sont aussi citées, comme Ferula rubricaulis, Ferula kokanica ou Ferula varia (syn. Ferula schair).